# Firmin Bral
Firmin Bral, né le 23 mai 1929 à Waarschoot et mort le 11 mars 2009 à Eeklo, est un coureur cycliste belge, professionnel de 1953 à 1962.
Il se classe 22e au Championnat de Belgique de cyclisme sur route Élite en 1958.

## Palmarès
- 1953
  - 3e de la Heusden Koers
- 1955
  - 2e de la Vlaamse Pijl Kalken
  - 2e de Bruxelles-Izegem
  - 2e du Circuit du Houtland
  - 2e de la Zwevezele Koers
  - 3e de Circuit de la Campine du Sud
- 1956
  - 2e du Circuit du Houtland
  - 3e de la Heusden Koers
- 1957
  - 3e du Tour de Belgique
  - 3e du Championnat des Flandres
  - 3e de Bruxelles-Izegem
- 1958
  - Anvers-Liège-Anvers

## Résultats sur le Tour d'Espagne
1 participation :
- 1960 : hors délai à la 3e étape